# Alice Faye
Pour les articles homonymes, voir Faye.
Alice Jeanne Leppert, dite Alice Faye, née le 5 mai 1915 à New York, aux États-Unis, et morte le 9 mai 1998 à Rancho Mirage, en Californie, aux États-Unis, est une actrice, danseuse et chanteuse américaine. Elle fut une des reines des comédies musicales de la 20th Century Fox.

## Biographie
Née d’un père policier et d’une mère femme au foyer, sa famille réside près de Broadway et elle est amenée à se balader dans l’illustre avenue et bientôt à rêver d’être une star de la scène. À quinze ans, elle se présente à une audition chez le célèbre Florenz Ziegfeld, qui la recale en raison de son trop jeune âge. Un an plus tard, elle est alors choisie pour intégrer la troupe des George White’s Scandals, une revue concurrente à Ziegfield qui est animée par Rudy Vallée, à l’époque une grande star de la chanson et de la scène. Elle conquit la scène en quelques mois. Hollywood, et la Twenty century fox en particulier, s’intéresse alors à la revue de Vallée et propose à ce dernier de la porter à l’écran, avec toutefois la célèbre actrice allemande Lilian Harvey dans le rôle tenu sur scène par Alice. Mais Harvey, peu conciliante, quitte la production peu avant le début du tournage, et Alice Faye, sous les instances de Vallée, est alors choisie pour reprendre son rôle. Le film obtient un gros succès et Darryl F. Zanuck, le grand patron de la Fox, engage donc Alice Faye dans son studio. En raison d’une vague ressemblance avec Jean Harlow, Zanuck fait alors d’Alice un clone, en lui épilant les sourcils et en l’habillant très sexy. Mais la jeune femme rencontre bien plus de succès dans des rôles de gentille jeune fille blonde que dans des rôles de vamp, et elle devint très vite une grande star de l’écran grâce notamment à une série de films musicaux et de chansons qui obtiennent un succès énorme dans le pays et à l’étranger, surtout en Angleterre. Elle remplacera par ailleurs Harlow, brusquement décédée, dans L'Incendie de Chicago (1938), d’Henry King, où elle a pour partenaires Tyrone Power et Don Ameche. Le succès énorme de ce film la propulse définitivement comme star de l’écran comme de la chanson, et le réalisateur reformera son trio de stars pour La Folle Parade l’année suivante. Mais si le succès est toujours aussi énorme, et même si une autre actrice de son studio devient également une star à partir de 1940, Betty Grable (à laquelle elle a longtemps été opposée et qu’on a présenté comme sa rivale, alors qu’en réalité les deux actrices étaient de grandes amies dans la vie), Alice Faye est lassée du mauvais traitement que lui fait subir insidieusement la Fox et Zanuck en particulier. Le mogul, n’ayant jamais cru en elle, la défend très mollement contre les attaques des journalistes, aimant rappeler tout de même qu’Alice Faye est sa principale devise en ressources étrangères. Et il y a aussi les rôles, de plus en plus stéréotypés, de plus en plus noyés dans des "productions values" et de plus en plus éclipsés par des seconds rôles trop pittoresques (notamment Carmen Miranda, qui apparaîtra dans des rôles « explosifs » dans la plupart des derniers films de Faye). Et il y a enfin, et surtout, sa vie de famille : après avoir été mariée trois ans au chanteur Tony Martin, Alice Faye se remarie en 1941 avec le musicien et chef d’orchestre Phil Harris, célèbre à l’époque pour ses émissions de radio (il doublera bien plus tard pour Disney notamment O’Malley dans Les Aristochats, Baloo dans Le livre de la jungle et Petit Jean dans Robin des bois) et donne naissance à deux filles, Alice Jr en 1942 et Phyllis en 1944. Elle apparaît de ce fait bien moins souvent à l’écran à cette époque, laissant le champ libre à sa grande amie et fausse rivale Betty Grable. En 1945, après la naissance de sa seconde fille, la comédienne envisage de prendre sa retraite de l’écran pour s’occuper de sa famille, mais le public réagit mal, ainsi que Zanuck, catastrophé d’imaginer que sa vedette la plus rentable le quitte (alors qu’il n’a jamais eu d’estime pour elle). Comprenant que sa star est lassée des sempiternelles comédies musicales, il lui propose alors le rôle féminin principal d’un film noir, un genre qu’elle n’avait jamais jusque là abordé, dans Crime passionnel, dont le réalisateur sera Otto Preminger, qui l’année précédente avait fait de Gene Tierney une star avec son mythique Laura. Alice Faye accepte alors de revenir à l’écran pour ce film, mais lors de la première du film elle découvre que son rôle a été considérablement réduit au profit de l’autre comédienne du film, Linda Darnell, maîtresse de Zanuck à l’époque. Furieuse, elle alla trouver Zanuck pour lui lancer la clé de sa loge au visage et quitter la Fox définitivement. L’actrice sera par la suite la cible d’une énorme campagne de calomnies organisée par Zanuck, qui a intimé à tous les autres studios de ne pas chercher à embaucher Alice Faye. Elle se consacre alors entièrement à sa famille, tandis que les profils de la Fox chutent et seule Betty Grable réussit à maintenir le studio à flot. Zanuck, par la suite, tentera désespérément de la faire revenir à la Fox, mais en vain… Alice Faye par ailleurs, si elle ne fait plus de cinéma, ne reste pas pour autant inactive : son mari Phil Harris tenant une émission de radio très populaire, elle s’y met aussi et le couple devint alors avec son émission familiale un énorme succès des ondes durant dix-sept ans, dans des émissions durant lesquelles ils font souvent intervenir leurs filles. Faye reviendra à l’écran seulement en 1962, pour un remake de La foire aux illusions qui sera un échec critique et commercial, puis fera encore quelques apparitions dans des films en tant que vedette invitée. Elle perd son mari en 1995, et elle décédera trois ans plus tard d’un cancer de l’estomac.

## Filmographie

### Cinéma

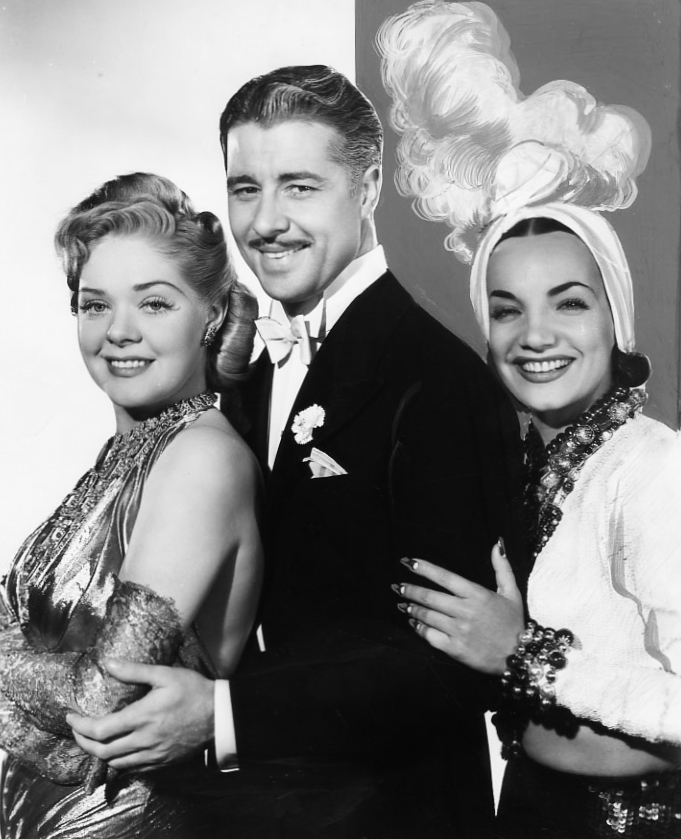
Faye avec Don Ameche et Carmen Miranda.

- 1934 : Cocktail d'amour (en) (George White's Scandals) de Thornton Freeland, Harry Lachman et George White ;
- 1934 : Les Nuits de New York (Now I'll Tell) d'Edwin J. Burke ;
- 1934 : Les Gars de la flotte (en) (She Learned About Sailors) de George Marshall ;
- 1934 : 365 nuits à Hollywood (en) (365 Nights in Hollywood) de George Marshall ;
- 1935 : George White's Scandals de George White ;
- 1935 : Nuit après nuit (Every Night at Eight) de Raoul Walsh ;
- 1935 : Music Is Magic de George Marshall ;
- 1936 : Le Roi du burlesque (King of Burlesque) de Sidney Lanfield ;
- 1936 : Pauvre petite fille riche (Poor Little Rich Girl) d'Irving Cummings ;
- 1936 : Chante, bébé, chante (Sing, Baby, Sing) de Sidney Lanfield ;
- 1936 : Ching-Ching (Stowaway) de William A. Seiter ;
- 1937 : Sur l'avenue (On the Avenue) de Roy Del Ruth ;
- 1937 : Brelan d'as (You Can't Have Everything) de Norman Taurog ;
- 1937 : Fantôme radiophonique (en) (Wake Up and Live) de Sidney Lanfield ;
- 1937 : Millionnaire à crédit (You're a Sweetheart) de David Butler ;
- 1937 : L'Incendie de Chicago (In Old Chicago) de Henry King ;
- 1938 : Sally, Irene et Mary (Sally, Irene and Mary) de William A. Seiter ;
- 1938 : La Folle Parade, (Alexander's Ragtime Band) de Henry King ;
- 1939 : Descente en vrille (Tail Spin) de Roy Del Ruth ;
- 1939 : Rose de Broadway (Rose of Washington Square) de Gregory Ratoff ;
- 1939 : Hollywood Cavalcade, d'Irving Cummings ;
- 1939 : Barricade (film, 1939) (en) de Gregory Ratoff ;
- 1940 : Les Révoltés du Clermont(Little Old New York) de Henry King ;
- 1940 : Lillian Russell d'Irving Cummings ;
- 1940 : Adieu Broadway (Tin Pan Alley) de Walter Lang ;
- 1941 : Une nuit à Rio (That Night in Rio), de Irving Cummings ;
- 1941 : The Great Amrican Broadcast (en) d'Archie Mayo ;
- 1941 : Week-end à la Havane (Week-end in Havana) de Walter Lang ;
- 1943 : Hello Frisco, Hello de H. Bruce Humberstone ;
- 1943 : Banana Split (The Gang's all here) de Busby Berkeley ;
- 1945 : Crime passionnel (Fallen angel) d'Otto Preminger ;
- 1962 : La Foire aux illusions (State Fair) de José Ferrer ;
- 1976 : Won Ton Ton, le chien qui sauva Hollywood (Won Ton Ton, the Dog Who Saved Hollywood) de Michael Winner ;
- 1978 : Every Girl Should Have One (en) de Robert Hyatt (en) ;
- 1978 : La Magie de Lassie (The Magic of Lassie) de Don Chaffey ;
- 1995 : Carmen Miranda: Bananas is my Business, (documentaire).

### télévision
- 1953 : Four Star Revue (série télévisée) ;
- 1963 : The Red Skelton Show (série télévisée) ;
- 1978 : People Are Talking with Ann Fraser and Ross McGowan (série télévisée) ;
- 1980 : La croisière s'amuse (série télévisée).

## Postérité
- Alice Faye a inspiré à l'auteur Raymond Queneau la création de plusieurs personnages de ses romans et servira de modèle à plusieurs descriptions. Amoureux d'elle, il suit assidûment ses films à partir de 1937. Faye est à l'origine du portrait d'Helena Weeds par Bernard Lehameau au chapitre V d'Un rude hiver (1939). L'actrice devient « Cécile Haye », « Star », dans la partie II et III du roman Les Temps mêlés (1941). Le prénom de l'hétéronyme Sally Mara est créé en 1947 à partir du personnage Sally interprété par Faye dans le film Sally, Irene and Mary (1938) (en). Elle est aussi évoquée dans Saint Glinglin (1948)[1].« L'Incendie me barbe, ce qui ne me barbe pas c'est Alice Faye. J'en suis amoureux à tel point qu'il m'arrive, à cause d'elle, d'acheter des journaux de cinéma[2]. »